# Tagungshaus
Ein Tagungs-, Seminarhaus oder Tagungszentrum ist eine Einrichtung zur Durchführung von Tagungen, Seminaren und anderen Veranstaltungen, unter anderem der Erwachsenen- und Weiterbildung, und beinhaltet auch Hotellerie zur Verpflegung und Beherbergung der Veranstaltungsteilnehmer. Es unterscheidet sich vom üppig ausgestatteten Kongresszentrum, das für Großveranstaltungen  wie Symposien und Kongresse ausgelegt ist und soll als Ort für Tagungen (100–200 Teilnehmer), kleine Symposien (31–100 Teilnehmer) sowie für Seminare und Kurse (bis 30 Teilnehmer) dienen.
Viele Tagungshäuser sind abseits des städtischen Lebens eingerichtet. Bisweilen auch in besonders naturnaher Abgeschiedenheit soll so auch ein ungestörter und erholsamer Zugang zu den vermittelten Inhalten gewährleistet werden. Dies kommt besonders dann zum Tragen, wenn Ruhe, Naturverbundenheit und Abgeschiedenheit zum Charakter der Veranstaltung gehören, wie etwa psychologische Seminare oder Klausurtagungen.
Einige dieser Häuser ermöglichen zur Förderung und Ausarbeitung von Gruppenleistungen oder auch nur zur Kostenersparnis die komplette Selbstversorgung in offen zugänglichen Küchen.
Ein Exerzitienhaus ist darüber hinaus für die Durchführung von Exerzitien, Einkehrtagen und religiösen Freizeiten eingerichtet und verfügt üblicherweise über Gebets- oder Meditationsräume.
Während zunächst nur die Infrastruktur für die Durchführung von Veranstaltungen bereitgestellt wird, bieten manche Häuser auch selbst Veranstaltungen an oder arbeiten zu diesem Zweck mit einer Bildungseinrichtung zusammen.